# María López Montalbán
María López Montalbán (Cartagena, 23 de marzo de 1968) es una política española. 

## Biografía
Es licenciada en Teología Pastoral por la Universidad Pontificia de Salamanca y técnico en Artes Aplicadas a la Escultura por la Escuela de Arte de Murcia cuyos estudios comenzó en 2012.
En 1998 abandonó Madrid para trasladarse a Cartagena y colaboró en la Cafetería-librería Espartaco.
En esa misma ciudad, participó como docente en el Colectivo de Educación de Adultos Carmen Conde.
Fue diputada de la Asamblea Regional de Murcia., donde desde 2015 formó parte del grupo parlamentario Podemos.
Ha sido vicepresidenta primera de la Asamblea Regional de Murcia.
Se presentó como candidata al Senado  en las elecciones generales de noviembre de 2019 por las listas de Más País pero no fue elegida.